# Cruz do Espírito Santo

Cruz do Espírito Santo este un oraș în Paraíba (PB), Brazilia.